# Countryside (Kansas)
Countryside – miasto w Stanach Zjednoczonych, w stanie Kansas, w hrabstwie Johnson.